# Rhizina
Rhizina es un género de hongos ascomicetos en el orden Pezizales. El género fue circunscrito por Elias Magnus Fries en su obra de 1815 Observationes mycologicae, con R. undulata como especie tipo. R. otra y R. lignicola fueron agregadas al género en 1921 y 1925, respectivamente, por el botánico australiano Leonard Rodway.